# Альтештадт 14 (Дюссельдорф)
Альтештадт 14 (нем. Altestadt 14) — жилое здание по улице Альтештадт в Альтштадте Дюссельдорфа (Северный Рейн-Вестфалия, Германия). Памятник истории и архитектуры.

## История
Старые своды подвала указывают на то, что первоначальное здание стояло здесь уже во время придания Дюссельдорфу статуса города. В 1626 году барон фон Шайдт купил это старое здание, которое, по предположению Х. Фербера, было перестроено или отремонтировано в 1627 году. Неточное время постройки дома Хеймесгофом «после 1612 года» и «до 1690 года» не противоречит датам Х. Фербера. Очень хорошо сохранившийся двойной герб семей фон Шайдт-Вешпфенниг / фон Тенгнагель (Scheidt genannt Weschpfennig) в настоящее время отображается над одной из трёх дверей дома и на нём указана дата завершения реконструкции — «1627».
Стиль барокко потолочной лепнины также указывает на время её происхождения, поскольку на них явно сказывается влияние лепнины старого дворца Бенрат, построенного в 1660-1669 годах. Даже сегодня в комнате на первом этаже сохранился великолепный потолок этого периода, который был успешно воспроизведён в качестве образца на местной художественно-торговой выставке 1880 года и произвел фурор.
После смерти барона фон Шайдта в 1662 году, здание Альтештадт 14 (как и замок Хельторф) перешли во владение барона Фридриха Кристиана фон Шпее (Spee (Adelsgeschlecht)), женатого на Марии фон Шайдт (Тройсдорф).
Их дочь Мария Магдалина фон Шпее, вышедшая второй раз замуж за барона фон Пюрк, в качестве приданого принесла тому дом на улице Альтештадт. Затем они продали здание госпоже фон Цвайффель в 1700 году. Следующими владельцами здания стали вдова фон Палмер в 1796 году, Я. В. Пельцер в 1819 году, Карл Фоке в 1823 году и Герхард фон дер Бик в 1829 году.

## Ценные архитектурные детали

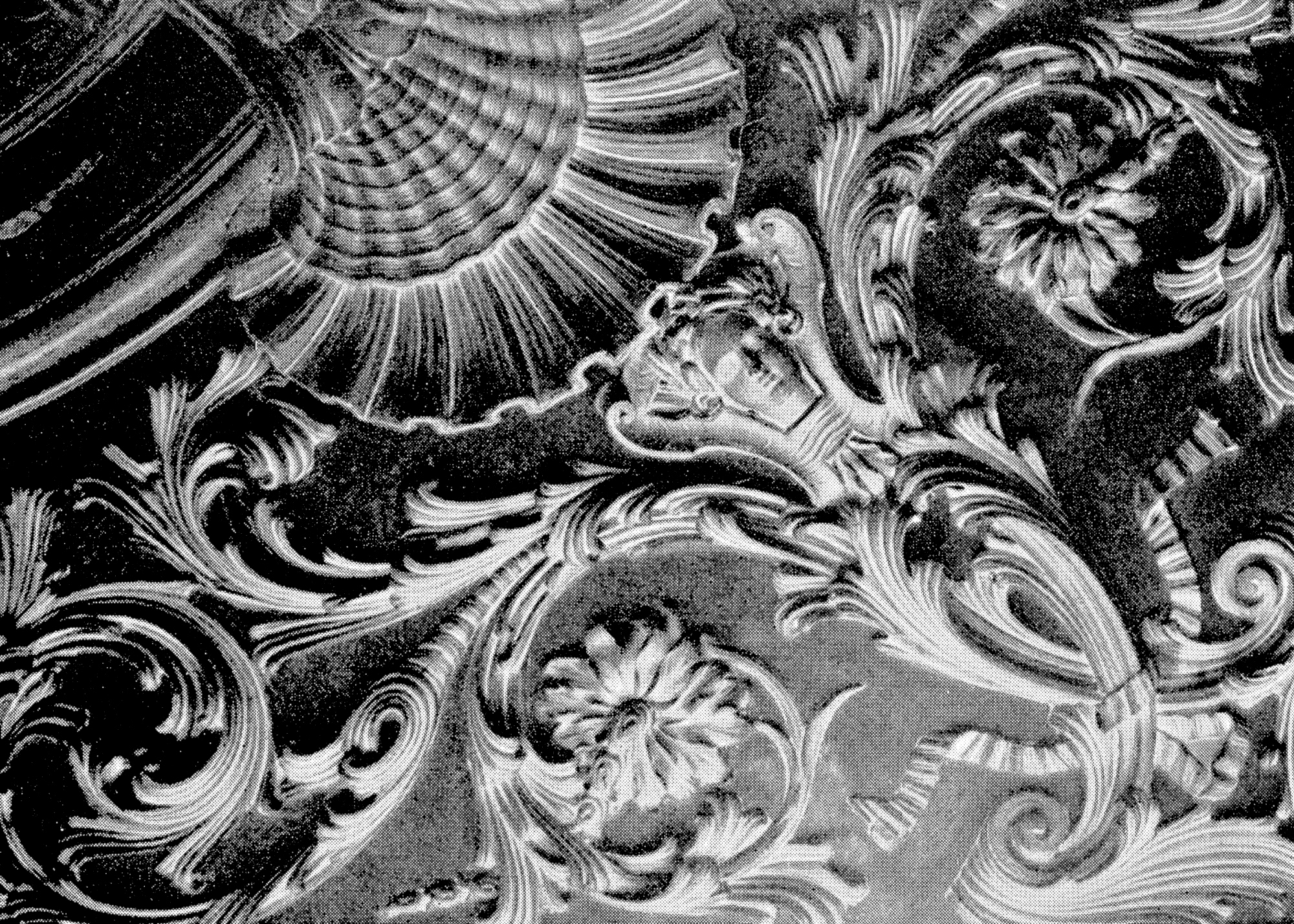
Фрагмент лепного потолка первого этажа. До 1909 года.
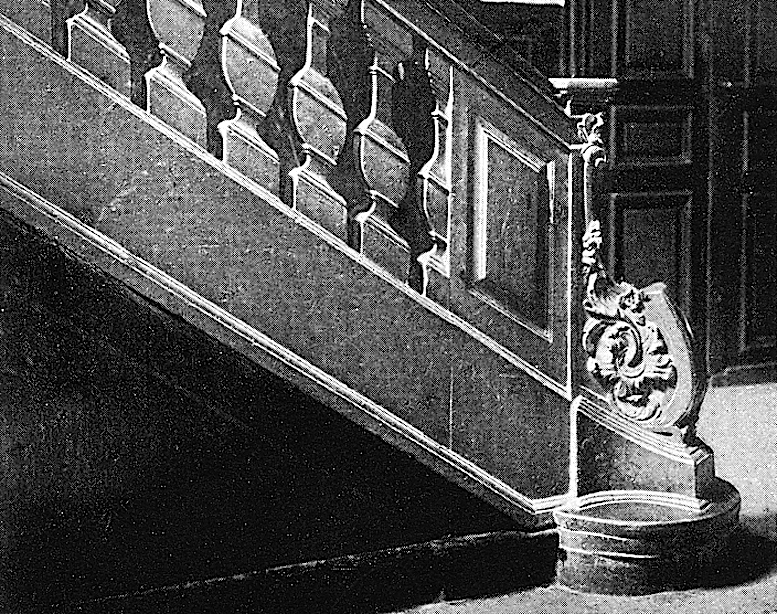
Фрагмент старой лестницы. Изображение 1909 года.
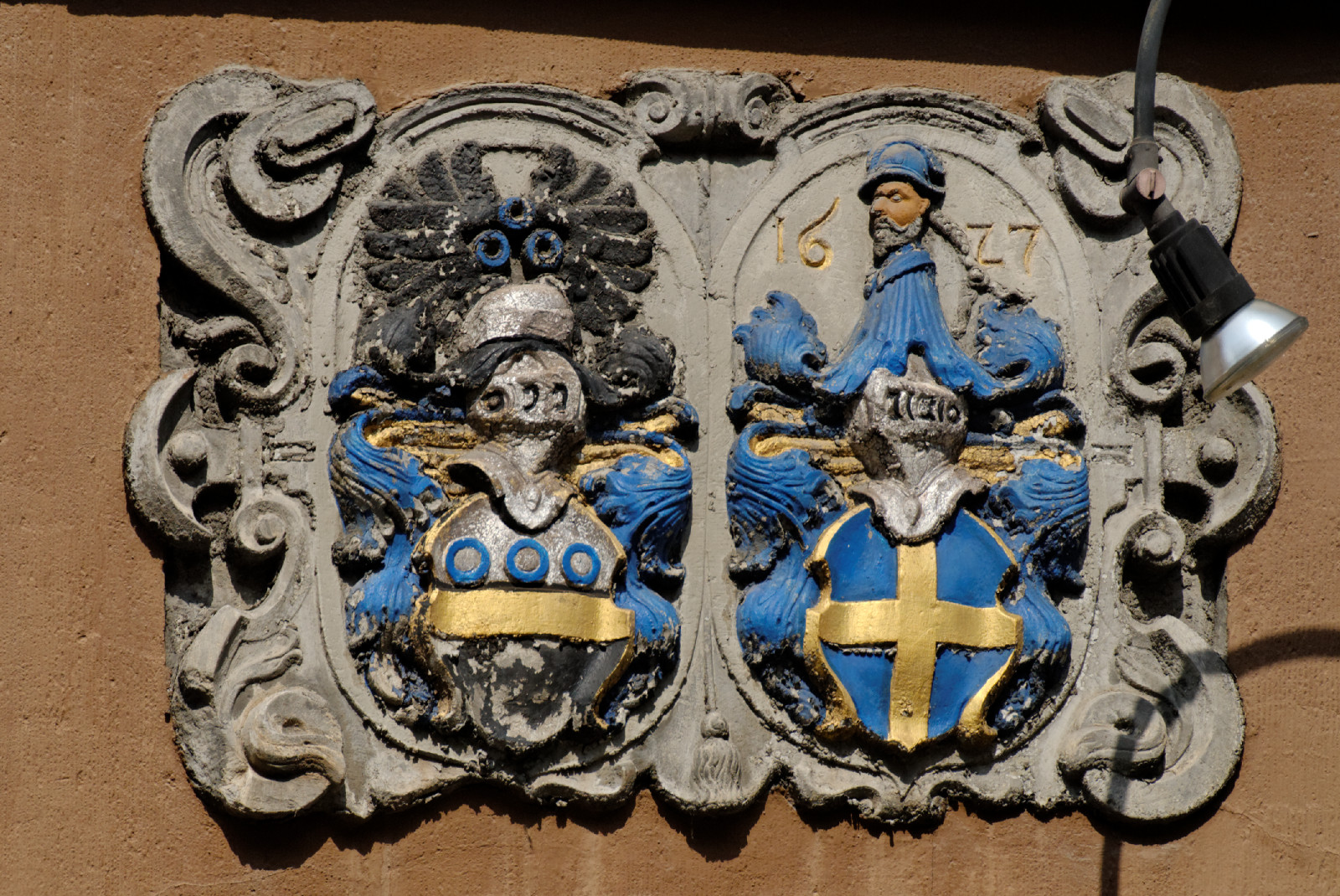
Рельеф господ фон Шайдт-Вешпфенниг на входном портале. 2011 год.

## Современность
В настоящее время на первом этаже есть два ресторана и пиццерия.
Ресторан-паб Кройцхерренэкке (Kreuzherrenecke) (на углу с Урсулиненгассе) был основан 12 октября 1954 году трактирщиками Трюде и Отто Шустером. С тех пор в нём практически ничего не изменилось. Он остаётся местом встречи художников, писателей, музыкантов, а также юристов и даже местных оригиналов.
Потолок в стиле барокко находится на противоположной стороне здания, в нынешнем ресторане «Парлин», бывшем «Кафе Бублик». Здесь в 2017 году принимали гостей из Парижа, приехавших на открытие велогонки "Тур де Франс".
Между ними с конца 1960-х годов находится итальянская пиццерия «Пиноккио» Над её входом находится рельеф господ фон Шайдт-Вешпфенниг. Во внутреннем дворе здания есть участок стены, внесенный в список памятников архитектуры, мимо которого осуществлялся выезд на улицу Риттерштрассе.

## Памятник истории и архитектуры
Здание №14 по улице Альтештадт в Дюссельдорфе зарегистрировано как памятник истории и архитектуры 7 декабря 1984 года. Стиль жилой архитектуры — барокко, время постройки - 1627 и 1878 годы. Первый охранный номер — 799. Современный (второй) охранный номер — 05111000 A 799.